# Eremophila forrestii
Eremophila forrestii är en flenörtsväxtart. Eremophila forrestii ingår i släktet Eremophila och familjen flenörtsväxter.

## Underarter
Arten delas in i följande underarter:
- E. f. forrestii
- E. f. hastieana